# Ивановка (Великописаревский район)
Ивановка (укр. Іванівка) — село, Ивановский сельский совет,
Ахтырский район, Сумская область, Украина.
Является административным центром Ивановского сельского совета, в который не входят другие населённые пункты.

## Географическое положение
Село Ивановка находится на берегу реки Ворскла,
выше по течению на расстоянии в 1,5 км расположено село Рябина,
ниже по течению на расстоянии в 1,5 км расположен пгт Кириковка.
На расстоянии в 1 км расположены сёла Заводское и Катанское.
Река в этом месте извилистая, образует лиманы, старицы и заболоченные озёра.

## История
- 1698 — дата основания как село Янков Рог Кириковской волости Ахтырского уезда Харьковской губернии Российской империи. Потом стало селом Янковка.

В 1831 здесь была основана сахароварня.
В 1913 году сахарозаводчик П. И. Харитоненко купил Янковский сахарный завод и перенес его на новое место.
Во время Великой Отечественной войны в 1941—1943 гг. село находилось под немецкой оккупацией.
В 1946 — переименовано в село Ивановка.
Население по переписи 2001 года составляло 1503 человека.

## Экономика
- ООО «Кириковский сахарный завод».
- «Правдинское», опытное хозяйство Института сахарной свеклы УААН.
- Школа-интернат для детей-сирот с задержкой психического развития.

## Объекты социальной сферы
- Детский сад.
- Школа.
- Фельдшерско-акушерский пункт.
- Дом культуры.